# Phresh Out the Runway
"Phresh Out the Runway" é uma canção da cantora barbadense Rihanna, gravada para o seu sétimo álbum de estúdio Unapologetic. Foi composta pela própria com o auxílio do DJ francês David Guetta, Giorgio Tuinfort, Terius Nash, com a produção a cargo dos últimos três. A sua gravação decorreu em 2012 nos SARM Studios em Notting Hill, Londres e R Studios em Los Angeles, na Califórnia. O tema marcou uma nova colaboração da artista com Guetta, depois de em novembro de 2010 terem trabalhado em "Who's That Chick?". A canção deriva de origens estilísticas do hip-hop e rave, sendo que o seu arranjo musical é composto por sintetizadores e baixo. Liricamente, a intérprete fala sobre a falta de respeito do seu parceiro e considera que a relação não pode continuar dessa maneira.
Os críticos fizeram análises positivas em relação a "Phresh Out the Runway", elogiando a sua composição e produção, bem como a forma que Rihanna a interpretou, embora a letra tenha sido criticada pelo seu conteúdo explícito. Mesmo sem ter sido lançada como single, devido às descargas digitais posteriores ao lançamento do disco, conseguiu entrar na tabela musicais da Coreia do Sul, de França e do Reino Unido. Como forma de divulgação, a faixa foi apresentada no evento anual da Victoria's Secret, em conjunto com "Diamonds", a 7 de novembro de 2012. A música também foi incluída no alinhamento das digressões promocional, 777 Tour, e mundial, Diamonds World Tour.

## Antecedentes e divulgação

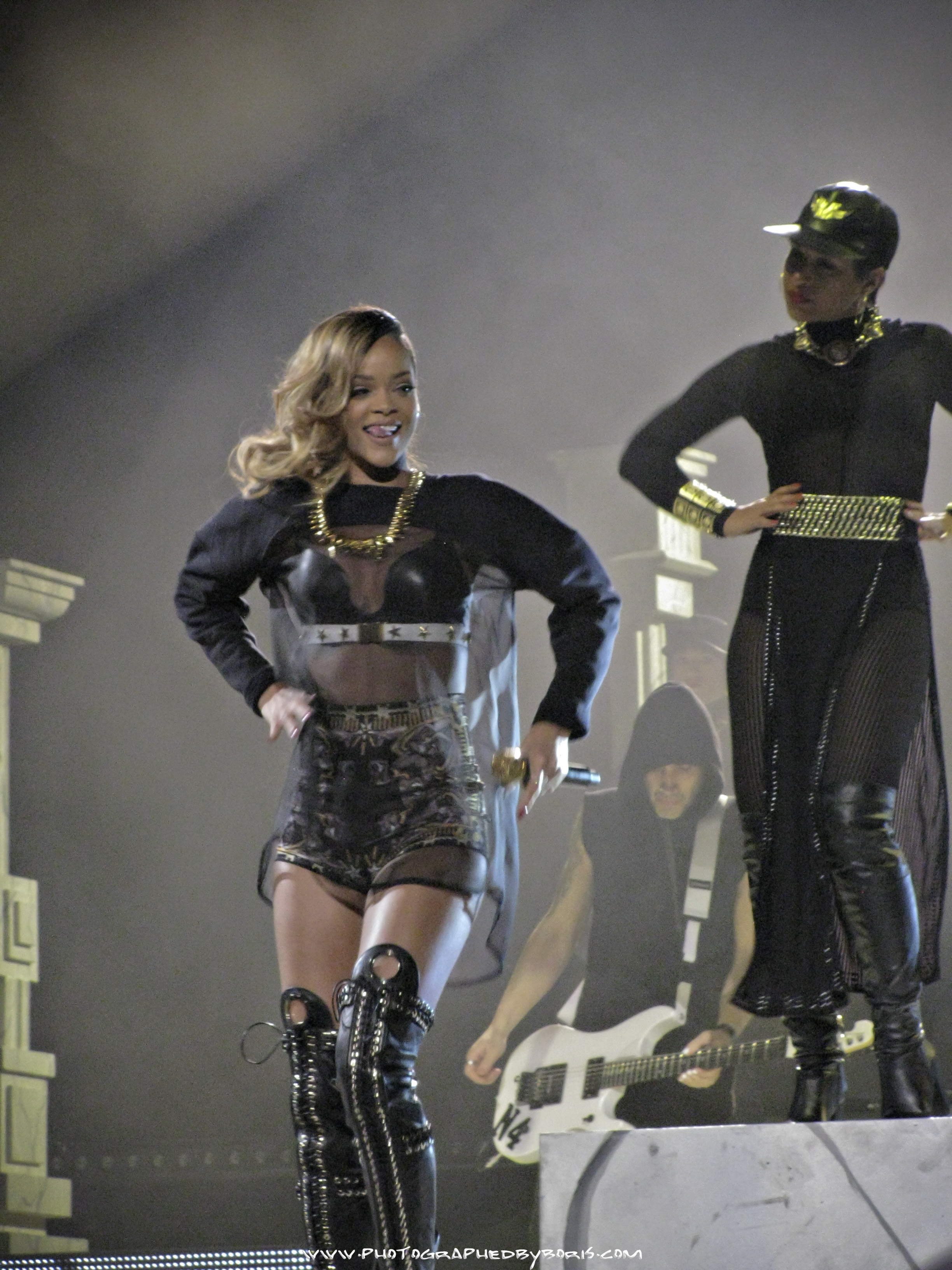
Rihanna a interpretar a canção durante a digressão Diamonds World Tour, em 2013.

A cantora começou a trabalhar numa nova direção musical para o seu sétimo disco em março de 2012, ainda que as sessões de gravação não tivessem começado ainda. A 12 de setembro de 2012, a Def Jam France anunciou na sua conta no Twitter que seria lançado um novo single de Rihanna na seguinte segunda-feira, dia 17. No mesmo comunicado, a editora comentou que o lançamento do sétimo trabalho de originais estava a ser preparado para novembro do mesmo ano. Através da sua conta oficial no Twitter, a jovem divulgou uma série de mensagens, anunciando o seu sétimo álbum de estúdio. A artista revelou na rede social, a 6 de novembro, que haveria "outra colaboração secreta" no álbum, referindo o seguinte: "Adivinhem quem está na 7.ª canção de Unapologetic, Dica: O seu aniversário é amanhã, 7 de novembro". De seguida, foi revelado explicitamente pela própria que seria o disc jockey (DJ) francês David Guetta, que produziu "Phresh Out the Runway" e "Right Now". OS dois profissionais já tinham colaborado anteriormente em "Who's That Chick?", em 2010, gravada para a reedição do segundo disco de originais de Guetta One Love, intitulado One More Love.
A obra foi apresentada pela primeira vez durante o evento anual da marca Victoria's Secret, no dia 7 de novembro de 2012, ainda antes do lançamento de Unapologetic. Durante a atuação, transmitida a 4 de dezembro seguinte pelo canal Columbia Broadcasting System (CBS), Rihanna usou uma lingerie rosa. Durante os sete dias que antecederam a edição do disco, a artista embarcou numa turné promocional, 777 Tour, com concertos em sete cidades e sete países diferentes, nomeadamente na América do Norte e Europa. "Phresh Out the Runway" foi incluída no repertório dos três primeiros concertos, feitos na Cidade do México, Toronto e Estocolmo. Jack Rosenthal, da revista musical Rolling Stone, comentou que ao apresentar a canção durante as duas primeiras datas, a intérprete revelou estar numa "subida íngreme", contudo também sentiu que parecia mais confortável no terceiro espetáculo, feito em Estocolmo: "cantava a olhar por cima do ombro, uma adenda arejada", escreveu o jornalista. A canção foi adicionada ao alinhamento da digressão mundial Diamonds World Tour. O tema foi ainda tocado no final do oitavo episódio da terceira temporada da série policial de televisão norte-americana Hawaii Five-0.

## Estilo musical e letra
"Phresh Out the Runway" é uma canção que deriva do género hip-hop e música rave, com a duração de três minutos e quarenta e dois segundos. Com produção do DJ francês David Guetta, Giorgio Tuinfort e do norte-americano The-Dream, a sua gravação decorreu em 2012 nos estúdios nos SARM em Notting Hill, Londres e R Studios em Los Angeles, na Califórnia. A sua composição foi construída com uso de sintetizadores e baixo. Guetta, Giorgio Tuinfort, The Dream trataram dos acordes instrumentais, enquanto que MJ tratou de adicionar bateria à sonoridade. Josh Campbell, com assistência de Joel Peters, foi o responsável pela engenharia acústica, enquanto que a produção vocal esteve a cargo de Kuk Harrell e a gravação dos mesmos a Marcos Tovar. Por fim, Jaycen Joshua tratou da mistura.

## Desempenho nas tabelas musicais
Após o lançamento de Unapologetic, "Phresh Out the Runway" estreou-se na 62.ª posição como melhor na Gaon International Chart da Coreia do Sul. Também entrou na UK Singles Chart no 177.º lugar a 25 de novembro de 2012, devido ao número de descargas digitais, e ainda conseguiu chegar à 35.ª posição na tabela musical do género R&B do Reino Unido. Mais tarde ainda conseguiu entrar na R&B/Hip-hop Digital Songs, compilada pela revista norte-americana Billboard, na 46.ª posição.

### Posições
| Tabela musical (2012)                                | Melhor posição |
| ---------------------------------------------------- | -------------- |
| Coreia do Sul - Gaon International Chart             | 62             |
| Estados Unidos - Billboard R&B/Hip-Hop Digital Songs | 46             |
| França - SNEP                                        | 185            |
| Reino Unido - UK Singles Chart                       | 177            |
| Reino Unido - UK R&B Singles Chart                   | 35             |

## Créditos
Todo o processo de elaboração da canção atribui os seguintes créditos pessoais:
- Rihanna – vocalista principal, composição;
- David Guetta - composição, produção, instrumentos;
- Giorgio Tuinfort - composição, produção, instrumentos;
- Terius Nash - composição, produção, instrumentos;
- Josh Campbell - engenharia acústica;
  - Joel Peters - assistência;
- Kuk Harrell -  produção vocal;
- Marcos Tovar - gravação vocal;
- Jaycen Joshua - mistura;
- MJ - mistura adicional, produção adicional de bateria;
- Bart Schoudel - produção vocal adicional;
- Ben Rhodes, Tom Hough - assistência de engenharia.